# حثرة
الحثرة أو دوينات الفار (باللاتينية: Boerhavia) جنس نباتي من الفصيلة الشبّية. يضم حوالي 40 نوعاً من النباتات البرية العشبية بعضها حولي وبعضها معمر.

## معرض صور

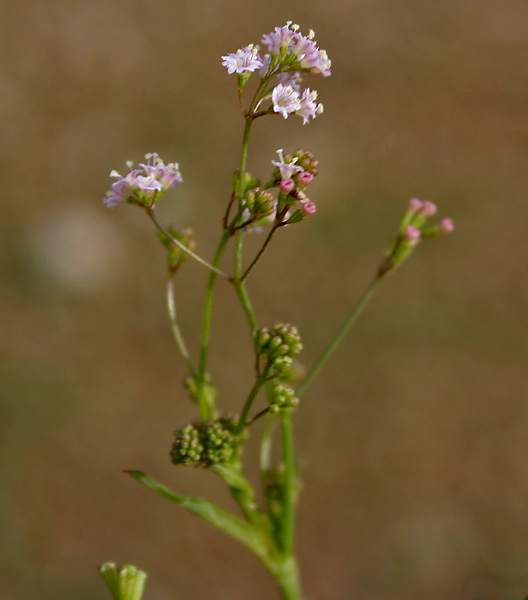
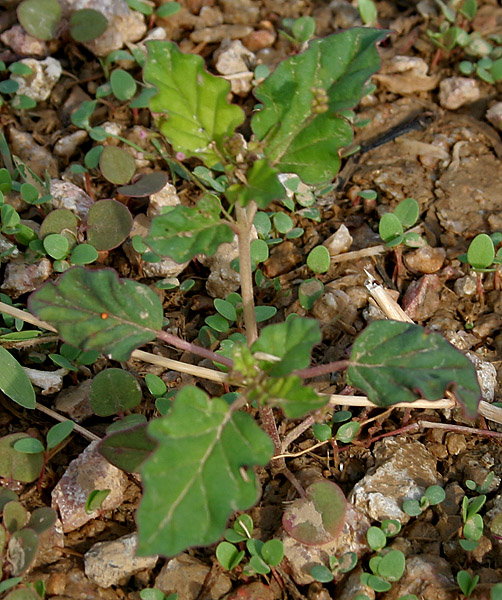
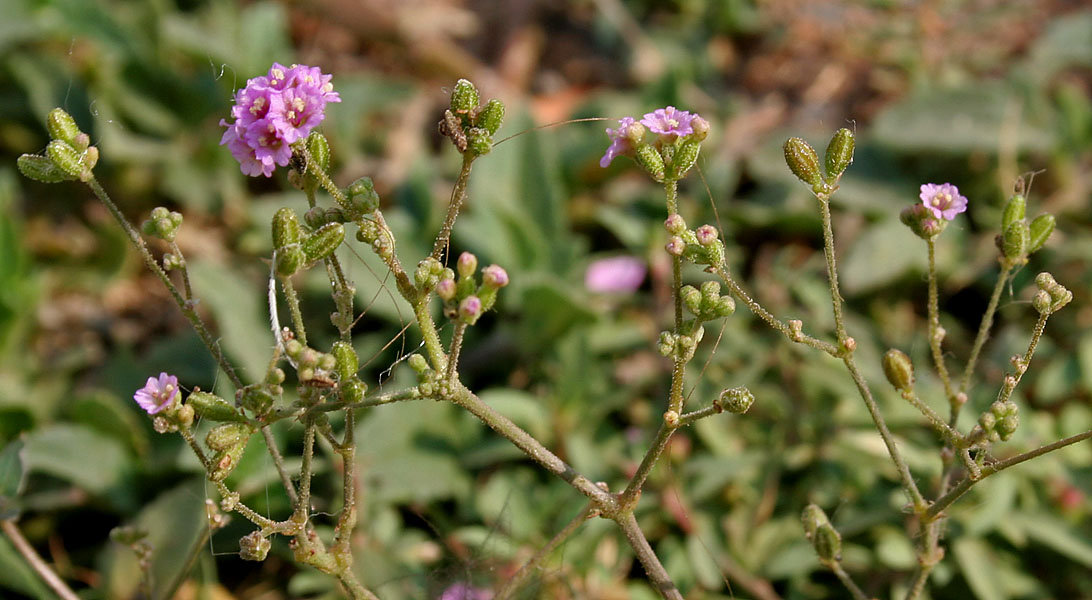
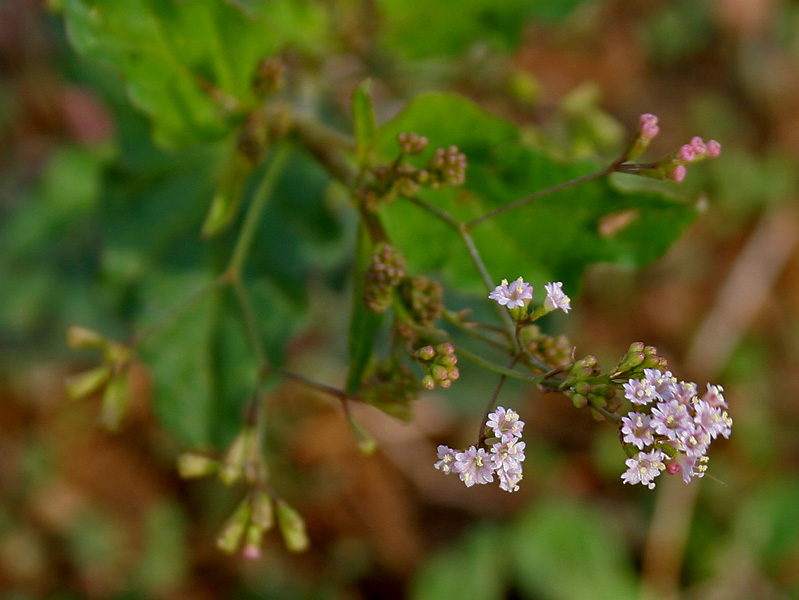

## من أنواعها
- الحثرة الأرجوانية (باللاتينية: Boerhavia purpurascens)
- الحثرة الأنيقة (باللاتينية: Boerhavia elegans) في اليمن
- الحثرة الرصاصية (باللاتينية: Boerhavia plumbaginea) في بلاد الشام وإسبانيا
- الحثرة رمحية الأوراق (باللاتينية: Boerhavia linearifolia)
- الحثرة الزاحفة (باللاتينية: Boerhavia repens)
- الحثرة قائمة الثمار (باللاتينية: Boerhavia stenocarpus) في جنوب الجزيرة العربية
- الحثرة القرمزية (باللاتينية: Boerhavia coccinea)
- الحثرة المنتشرة (باللاتينية: Boerhavia diffusa)
- الحثرة المنتصبة (باللاتينية: Boerhavia erecta)